# Johann Pregesbauer
Johann Pregesbauer (* 8. Juni 1958 in Wien) ist ein ehemaliger österreichischer Fußballspieler auf der Position eines Verteidigers.

## Karriere
Der Linksverteidiger Pregesbauer gab sein Bundesligadebüt als 16-Jähriger am 30. Mai 1975 beim 1:1 gegen Admira/Wacker als Wechselspieler in der Kampfmannschaft von Rapid Wien. In der darauf folgenden Saison stand er bereits acht Mal in der Startelf von Rapid und kam auf insgesamt neun Bundesligaspiele. Im ersten Cupfinale gegen Wacker Innsbruck erzielte er mit einem Weitschuss das wichtige Auswärtstor zum 1:2 und hatte dadurch einen wesentlichen Anteil am späteren Titelgewinn. Pregesbauer gehörte in der Folge rund ein Jahrzehnt der Stammformation des SK Rapid an und krönte sich mit Rapid 1982 und 1983 zum Meister. Daneben wurde er mit Rapid nach 1976 auch in den Jahren 1983, 1984 und 1985 Österreichischer Cupsieger und war 1985 Teil jener Mannschaft, die im Europapokal der Cupsieger das Finale erreichte, wenngleich er selbst nicht mit dabei war. 
Im Nationalteam debütierte Pregesbauer am 4. Juni 1980 beim 1:1 gegen Ungarn, insgesamt kam er zu neun Einsätzen im Nationalteam. 1982 nahm er mit der Österreichischen Nationalmannschaft bei der Fußballweltmeisterschaft in Spanien teil, wobei er beim 2:2 gegen Nordirland in der Zweiten Runde zum Einsatz kam. Insgesamt absolvierte Pregesbauer von 1975 bis 1986 für Rapid 348 Bewerbspiele und liegt damit in der ewigen Rangliste auf Platz zehn. 
Nach seiner aktiven Karriere wurde Pregesbauer Immobilienmakler.

## Erfolge
- 2 × Österreichischer Meister: 1982, 1983
- 4 × Österreichischer Pokalsieger:  1976, 1983, 1984, 1985
- 1 × Finale Europapokal der Cupsieger: 1985
- "Team der Saison" 1982/83 (Kurier)